# Троицкий, Андрей Яковлевич
Андрей Яковлевич Троицкий (1924—2003) — советский  общественный деятель и педагог. Заслуженный учитель школы РСФСР (1967). Народный депутат СССР (1989—1991).

## Биография
Родился 7 апреля 1924 года в Твери.
С 1942 года после окончания средней школы призван в ряды Красной Армии. После прохождения ускоренного курса 2-го Томского артиллерийского училища, направлен на фронт. Служил в должности — командира взвода 404-го артиллерийского полка 109-й стрелковой дивизии, принимал участие в боях на Ленинградском фронте. С 1944 года после снятия блокады Ленинграда принимал участие в освобождении Эстонии, был ранен. 
С 1944 года после госпиталя служил командиром батареи, а затем начальником разведки дивизиона на 1-м Прибалтийском фронте. За период Великой Отечественной войны был награждён тремя Орденами Отечественной войны 1-й и 2-й степеней.
С 1945 года после демобилизации из Вооружённых сил СССР вернулся в  город Калинин, где работал — воспитателем и помощником директора Калининского ремесленного училища № 14. 
В 1955 году окончил исторический факультет Калининского педагогического института и окончил аспирантуру по кафедре «Педагогика». С 1958 по 1971 годы работал — старшим преподавателем,  деканом педагогического и исторического факультетов и секретарём партийного бюро ТГУ.  
С 1971 по 1986 годы возглавлял отдел народного образования Калининской области. С 1986 по 2003 годы — председатель областного Совета ветеранов войны, труда, Вооружённых Сил и правоохранительных органов.
С 1989 по 1991 годы А. Я. Троицкий был  народным депутатом СССР от Всесоюзной организации ветеранов войны и труда.
Умер 15 декабря 2003 года в Твери, похоронен на Дмитрово-Черкасском кладбище.

## Награды
- Орден Трудового Красного Знамени (1981)
- Два Ордена Отечественной войны  I степени (1944, 1985)
- Два Ордена Отечественной войны  II степени (1944, 1944)
- Орден «Знак Почёта» (1976)
- Медаль «За оборону Ленинграда» (1943)
- Медаль «За победу над Германией в Великой Отечественной войне 1941-1945 гг.» (1945)
- Медаль «За трудовое отличие» (1962)

### Звания
- Заслуженный учитель школы РСФСР (1967)

### Премии
- Почётная грамота Президиума Верховного Совета РСФСР (06.04.1984)